# Tewje, der Milchmann

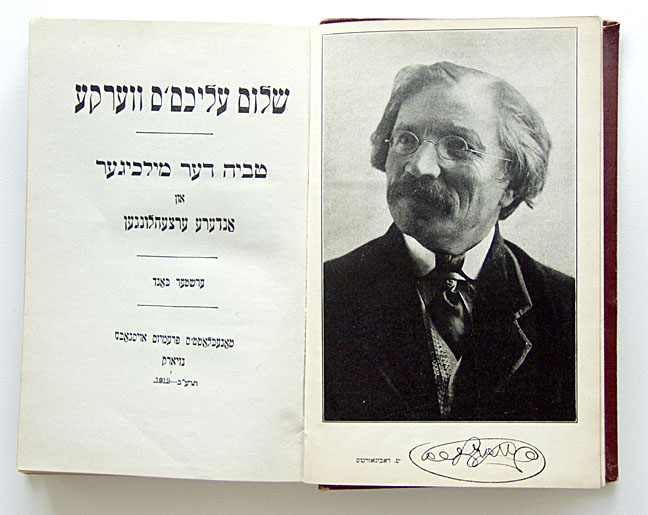
Scholem Alejchems Werke: Tewje der milchiger un andere erzehlungen. New York, 1912

Tewje, der Milchmann (jiddischer Originaltitel טעוויע דער מילכיגער, Tewje der Milchiger) ist ein Roman des Schriftstellers Scholem Alejchem. Das Buch erschien in acht Teilen zwischen 1895 und 1916 und zählt zu den Klassikern der jiddischen Literatur. Es diente als Vorlage für das Musical Anatevka und dessen gleichnamige Verfilmung.

## Aufbau
Das Werk wird zwar als Roman klassifiziert, ist jedoch mit seinen acht Geschichten aus dem Leben Tewjes eher eine Sammlung von Erzählungen. Alejchem wählte einen erzählenden Stil: Der Held Tewje erzählt die Geschichten scheinbar einem guten Freund namens Scholem Alejchem.

## Handlung
Der Roman spielt um 1905 in der Gegend der kleinen Dörfer Masepowka, Jehupez, Bojberik und Anatevka. Der Protagonist lebt zusammen mit seiner Frau Golde und seinen Töchtern in Bojberik und verdient als Milchmann den Lebensunterhalt für sich und seine Familie. Er ist, obwohl nur ein einfacher Jude ohne höhere Bildung, in der Kenntnis der Tora, des Talmuds und des Midraschs sehr gebildet. Nicht nur findet er für verschiedenste Lebenssituationen passende Verse aus den Schriften, sondern der Text selbst nimmt an vielen Stellen Bezug darauf. Den Mittelpunkt dieses Mikrokosmos bildet Bojberik, das Heimatdorf der Familie.

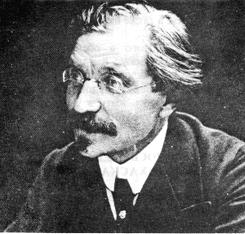
Autor Scholem Alejchem
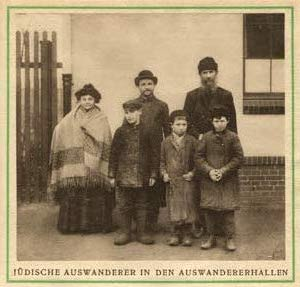
Bewohner eines jüdischen Viertels um 1900 vor einer der Auswandererhallen in der sog. „Ballinstadt“, Hamburg
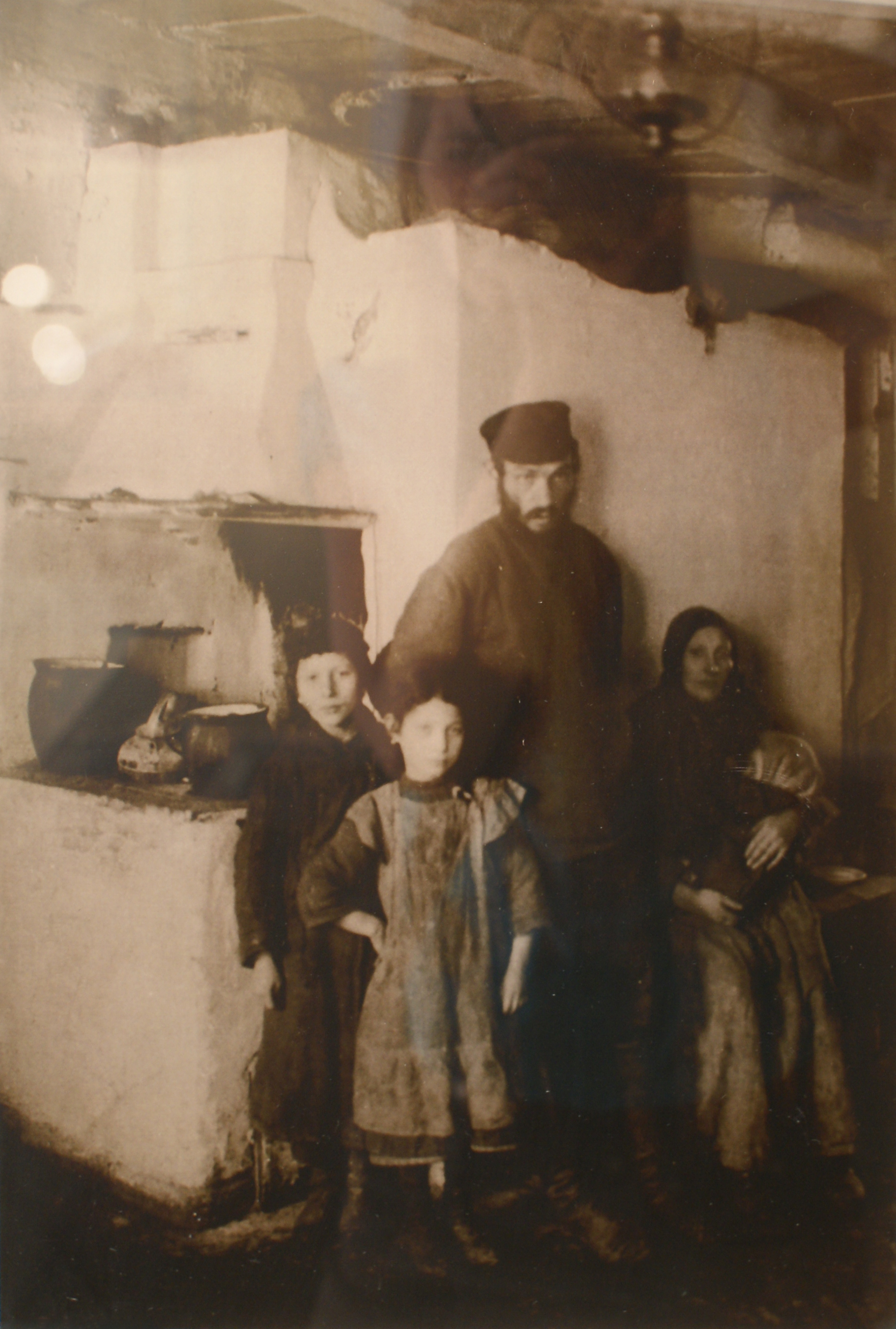
Jüdische Familie in Osteuropa um 1909
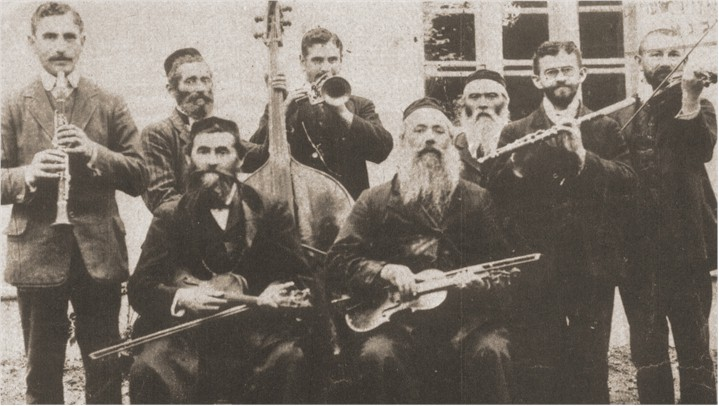
Jüdische Klezmer-Familie aus Rohatyn 1912

### Prolog – Ich bin zu gering
Der Titel ist eine Anspielung auf das Gebet Jakobs vor seiner Begegnung mit Esau (Gen 32,11 ). Das Buch wird mit einem Brief an den Verfasser eröffnet, in dem sich Tewje darüber mehr als verwundert zeigt, dass sein aus seiner Sicht einfaches und banales Leben so interessant sei, dass es gedruckt wurde. Der Humor, der das ganze Buch durchzieht, tritt hier zum ersten Mal deutlich hervor, da Tewje seinen verwunderten Brief damit schließt, dass er dem Verfasser eine Adresse mitteilt, an die jener die Tantieme aus dem Verkauf senden soll.

### Kapitel 1 – Das große Los (verfasst 1895)
Die Episode erzählt, wie Tewjes Familie am Hungertuch nagte und er zum Milchhändler wird. Als er mit seinem Wagen auf dem Nachhauseweg ist und das Achtzehnbittengebet aufsagt, trifft er auf zwei reiche Damen aus Jehupez, die die Sommerfrische in Bojberik verbringen. Tewje bringt die Verirrten zu ihrem Ziel. Er kennt das Haus, da er es schon einige Male mit Brennholz beliefert hat. Es zählt zu einem der reichsten des Ortes. Die Damen werden freudig begrüßt und Tewje zunächst links liegen gelassen. Dann soll er zum Dank dafür, dass er die Irrfahrt der Damen beendet hat, zum üppigen Essen eingeladen werden. Tewje lehnt dankend ab, da er sich schlecht an eine Tafel setzten könne, wenn zuhause seine Familie darbe. Daraufhin laden die Diener der Gesellschaft ihm Tee, Zucker, Schmalz, Brot und andere Lebensmittel in den Wagen. Darüber hinaus bekommt er auch noch eine Kuh und 38 Rubel geschenkt. Mit seiner Frau beschließt er, von dem Geld eine weitere Kuh zu kaufen, und kann so fortan als Milchmann für das Auskommen der Familie sorgen.

### Kapitel 2 – Wie gewonnen… (verfasst 1899)
Sein entfernter Verwandter Menachem-Mendel überredet den nun von einer leichten Geldgier gepackten Tewje, 100 Rubel in Aktien zu investieren, auch wenn dieser eigentlich gar nicht weiß, was das ist. Als er nach einiger Zeit noch keine Nachrichten über seine Investition erhalten hat, besucht Tewje schließlich seinen Verwandten und trifft auf einen heruntergekommenen, verlumpten Mann. Er hat sein Geld verloren. Tewje erkennt, dass er besser nicht in ihm unbekannte Geschäfte investieren sollte.

### Kapitel 3 – Kinder von heute (verfasst 1899)
Für Tewjes älteste Tochter Zeitel ist es an der Zeit zu heiraten. Der verwitwete und recht vermögende Fleischer des Dorfes, Lejser-Wolf, hält um Zeitels Hand an und die Eltern sind damit einverstanden. Zeitel jedoch möchte ihn auf keinen Fall ehelichen, denn sie liebt den armen Schneidergesellen Motel Kamisol, der ebenfalls bei Tewje um Zeitels Hand anhält. Motel schafft es, Tewje zu überzeugen, der Liebesheirat den Vorzug zu geben. Nun muss Tewje seine Frau Golde mit einer List überzeugen, dass auch sie der Heirat zustimmt und die „gute Partie“ des Fleischers ausschlägt, was ihm auch gelingt. Motel und Zeitel heiraten und sind trotz ihrer Armut glücklich.

### Kapitel 4 – Hodel (verfasst 1904)
Als sich Tewje auf dem Nachhauseweg befindet, begegnet ihm der junge, aber mittellose Gymnasiast Pertschik, der nach dieser ersten Begegnung und Einladung zu Tewje immer häufiger zu Besuch kommt. Tewje hegt bald schon fast väterliche Gefühle für den jungen Mann, dem die Familie den Kosenamen Pfefferl gegeben hat. Als Gegenleistung für die Gastfreundschaft gibt er den Töchtern Unterricht. Pertschik verlässt ab und an für mehrere Tage das Dorf, kommt aber immer wieder zurück. Irgendwann trifft Tewje seine zweitälteste und sehr gebildete Tochter Hodel zusammen mit Pertschik bei einem Waldspaziergang. Er ahnt, dass sie sich verliebt haben, ist aber sehr erschrocken, als er erfährt, dass beide schon heimlich geheiratet haben. Tewje sieht ein, dass er nichts mehr dagegen tun kann und überlegt sich wieder eine List, wie er erneut auch seine Frau Golde überzeugen kann, dass alles gut so ist. Pertschik muss bald das Dorf abermals verlassen und Tewje bringt ihn gemeinsam mit Hodel zum Bahnhof. Er ahnt, dass dieser Abschied ein längerer sein wird und erklärt dies Golde erneut mit einer List. Nach einer Weile bekommt Hodel einen Brief von ihrem Mann und reist zu ihm. Pertschik ist ein Revolutionär, der in die Verbannung geschickt wurde, wohin Hodel ihm folgt. Dies erfährt der Leser aber nur indirekt. Tewje fällt dieser Abschied sehr schwer.

### Kapitel 5 – Chava (verfasst 1906)
Anfangs dreht sich das Kapitel noch um Hodel, deren Mann und ihr Leben in Sibirien. Hauptmotiv wird jedoch schnell die drittälteste Tochter Chava. Tewje begegnet auf dem Heimweg von der Arbeit dem Dorfschreiber Chwedjko Galagan, als dieser Chava besucht. Chava schwärmt von ihm, als sei er ein neuer Gorki. In der Stadt läuft dem Milchmann später der Pope, auf den Tewje wegen diverser Streitereien um die wahre Religion nicht gut zu sprechen ist, über den Weg. Der Pope erzählt, dass er einen geeigneten Ehemann für Chava wüsste, dieser aber kein Jude sei, was Tewje zu der Annahme führt, es handle sich um Chwedjko. Als er zurückkommt, ist Chava nicht zu Hause. Seine Frau Golde war schon länger eingeweiht, und diesmal versucht sie Tewje zu verdeutlichen, dass Chwedjko trotz des religiösen Mankos kein schlechter Mensch ist. Tewje vermisst seine Chava sehr, hat aber keine Ahnung, wo sie sich nun aufhält. Irgendwann trifft er sie auf der Straße, wo sie ihn bittet, mit dem Wagen doch anzuhalten, damit sie ihm die Situation erklären könne. Tewje hält jedoch nur kurz an und lässt seine Tochter kaum zu Wort kommen. Nach einem jüdischen Brauch erklärt er dann Chava für tot und verbietet seiner Familie, sie jemals wieder zu erwähnen.

### Kapitel 6 – Sprinze (verfasst 1907)
Nach den ersten Pogromen müssen viele Juden flüchten. Tewjes Familie bleiben verschont, im Ort finden sich aber sehr viele Flüchtlinge – auch solche aus der Oberschicht – ein, die von ihm beliefert werden. Er freundet sich mit einer reichen Witwe an. Sie hält ihren Sohn, den alle nur Arontschik nennen, für faul, da er sich in ihren Augen nur auf dem Vermögen der Familie ausruhe. Tewje nimmt sich seiner an. Bald schon entsteht eine Freundschaft, und Arontschik verliebt sich in die vierte Tochter Sprinze. Die Heirat findet große Zustimmung bei Tewje und Golde, da es sich ja um eine gute Partie handelt. Kurz vor der Trauung wird Tewje zu der Witwe gerufen. Dort wartet bereits der Onkel von Arontschik. Dieser macht deutlich, dass die Hochzeit auf Grund der Standesunterschiede nie vollzogen werden kann. Die Familie eines einfachen Michmannes werde auf keinen Fall mit der seinigen Familienbande aufnehmen, da dies einen schlechten Ruf mit sich bringen würde. Der Onkel unterstellt Sprinze ohnehin nur ein Interesse an Arontschiks Vermögen. Die Hochzeit wird abgesagt, Sprinze begeht in tiefer Trauer Suizid.

### Kapitel 7 – Tewje fährt ins Land Israel (verfasst 1909)
Tewjes Frau Golde verstirbt recht überraschend. Konfrontiert mit der Endgültigkeit des Todes, kommen neben der Trauer auch erstmals Zweifel an seinem Glauben in ihm hoch. Dennoch vertraut er weiterhin auf Gott. Außerdem wird es auch für die jüngste Tochter Bejlke Zeit zu heiraten. Im Dorf ist Efroim hin und wieder als Heiratsvermittler tätig. Für Tewjes Jüngste hat er als gute Partie den wohlhabenden Juden Pedozur im Auge. Auch wenn sie ihn nicht liebt, geht Bejlke die Ehe mit ihm ein. Um seinem Ruf gerecht zu werden, bietet dieser Tewje an, ihm dessen großen Traum – eine Reise nach Eretz Israel – zu ermöglichen. Nach dem Tod seiner Frau und da alle seine Töchter nun versorgt sind, hält ihn nichts mehr im Dorf. Er verkauft seine Habseligkeiten, nimmt das Angebot an und tritt, nachdem er sich von Scholem verabschiedet hat, die Reise an. Ob sich beide wiedersehen werden, bleibt an dieser Stelle für den Leser noch offen.

### Kapitel 8 – Geh aus Deinem Vaterland (verfasst 1914)
Der Titel ist eine Anspielung auf die Aufforderung Gottes an Abraham (Gen 12,1 ). Tewje und Scholem kommen nach vielen Jahren 1914 wieder zusammen. Es ist zu einem Bruch zwischen beiden gekommen, was der Leser am Stil der Rede bemerkt. Erschien Tewjes Beziehung zu Scholem bisher sehr eng, spricht er ihn jetzt formell mit „Herr Scholem Alejchem“ an und siezt ihn. Tewje berichtet, dass er nicht in Israel war, denn Zeitels Mann Motel verstarb. Er musste für seine Tochter und die Enkel Sorge tragen. Von Bejlke weiß er zu berichten, dass sie mit Pedozur auf Grund ihrer hohen Verschuldung nach Amerika ausgewandert sind. Mit der Zeit habe sich das ganze Dorf gegen den jüdischen Milchmann gewendet: Es findet sich ein Mob vor dem Haus ein. Tewje, in seiner guten Art, will die Dörfler, die er ja allesamt kennt, begrüßen. Diese drohen ihm, dem Juden, jedoch nur Gewalt an. Iwan Poperile, der Bürgermeister des Ortes, erklärt dem Milchmann, dass überall in der Gegend die Juden geprügelt und vertrieben würden. Und warum solle das Dorf bei ihm da eine Ausnahme machen? Nur sei sich die Dorfgemeinschaft noch nicht einig, was genau sie ihm anzutun bereit wäre, und der Mob zieht unverrichteter Dinge ab. Einige Zeit später sitzt Tewje vor seinem Haus und philosophiert über seinen Gott. Ihn quälen Fragen wie warum Gott zu allem Leid schweige, sich nicht zeige und auch nicht den versprochenen Messias sende. In diesem Moment erscheint ein Reiter auf einem weißen Pferd. Tewje hält ihn für einen Milizionär. Der Reiter teilt Tewje mit, dass es an der Zeit sei, zu gehen. Seiner Tochter Zeitel berichtet er, dass sie als Juden wohl bald des Dorfes verwiesen werden. Es sei besser, vorher selber zu gehen. Während sie ihre Habseligkeiten packen, kehrt Chava zurück. Sie tritt vor Tewje und sagt lediglich leise „Vater“. Sie wird wieder in die Familie aufgenommen. Tewje verabschiedet sich nun von Scholem Alejchem. Er bittet ihn auch um Verzeihung, dass er ihm mit seinem Erzählen so viele Geschichten in den Kopf gesetzt habe. Aber so habe Scholem wenigstens etwas zum Aufschreiben. Und wenn Gott es wolle, würden sich beide eines Tages wieder begegnen.

## Entstehung
Der Roman entstand über eine sehr lange Periode von 21 Jahren in der Zeit von 1895 bis 1916. Dabei fanden autobiographische Erlebnisse des Autors Eingang in die Texte. Eine erste einzelne Erzählung wurde 1895 auf Jiddisch veröffentlicht. Eine deutschsprachige Übersetzung erschien 1921. Seitdem wird das Werk ständig neu aufgelegt. Es gab immer wieder Neuübersetzungen.
Beim Betrachten von Scholem Alejchems Biographie fallen einige Ereignisse auf, die auch Tewjes Familie im Text widerfahren: Im Jahr 1890 musste der Autor, der sich an der Börse verspekuliert hatte, wegen seiner Schulden ins Ausland fliehen, ähnlich den Ereignissen in Kapitel 2 und 7. Auch Pogrome erlebte Alejchem 1905 persönlich mit. So wie Tewje in Kapitel 8 aufgrund seiner negativen Erfahrungen mit dem Sozialismus, wandte Alejchem sich später dem Zionismus zu, ähnlich wie in Kapitel 7 und 8 in Tewjes Leben sich Gedanken dieser Art finden. Gewisse autobiographische Züge sind im Text daher zu vermuten.

## Rezeption
Jakob Hessing kommt 2003 in einer Rezension in der Frankfurter Allgemeinen Zeitung über die Neuübersetzung von Armin Eidherr zu dem Schluss, dass der Roman ein tragischer und zugleich humorvoller Lebensbericht eines Mannes sei, der mit dem Niedergang seiner Familie auch das Ende einer ganzen Kultur/Epoche beschreibe. Das Buch bilde gelungen historische Vorgänge ab, durch die der kollektive Charakter der beschriebenen Schicksale deutlich werde. Darüber hinaus habe der Roman eine ganz eigene jüdische Färbung. Der Text wirft zunächst einen Blick auf die heute verschwundenen jüdischen Gemeinden in Osteuropa mit der ihnen ganz eigenen Kultur. Es werden die hart arbeitenden, nicht sehr wohlhabenden, aber auf Gott vertrauenden Menschen in ihrem Alltag gezeigt. Doch gerade Tewje ist kein idealisierter Bewohner des Schtetl. Obwohl traditioneller Jude, ist er auch ein aufgeklärter Mensch, hinterfragt in seiner Zwiesprache mit Gott viele Dinge und durchlebt den gesellschaftlichen Wandel der Normen sowie der politischen Verhältnisse hautnah, was ihn trotz aller Komik im Text zu einem tragischen Helden macht.

## Adaptionen

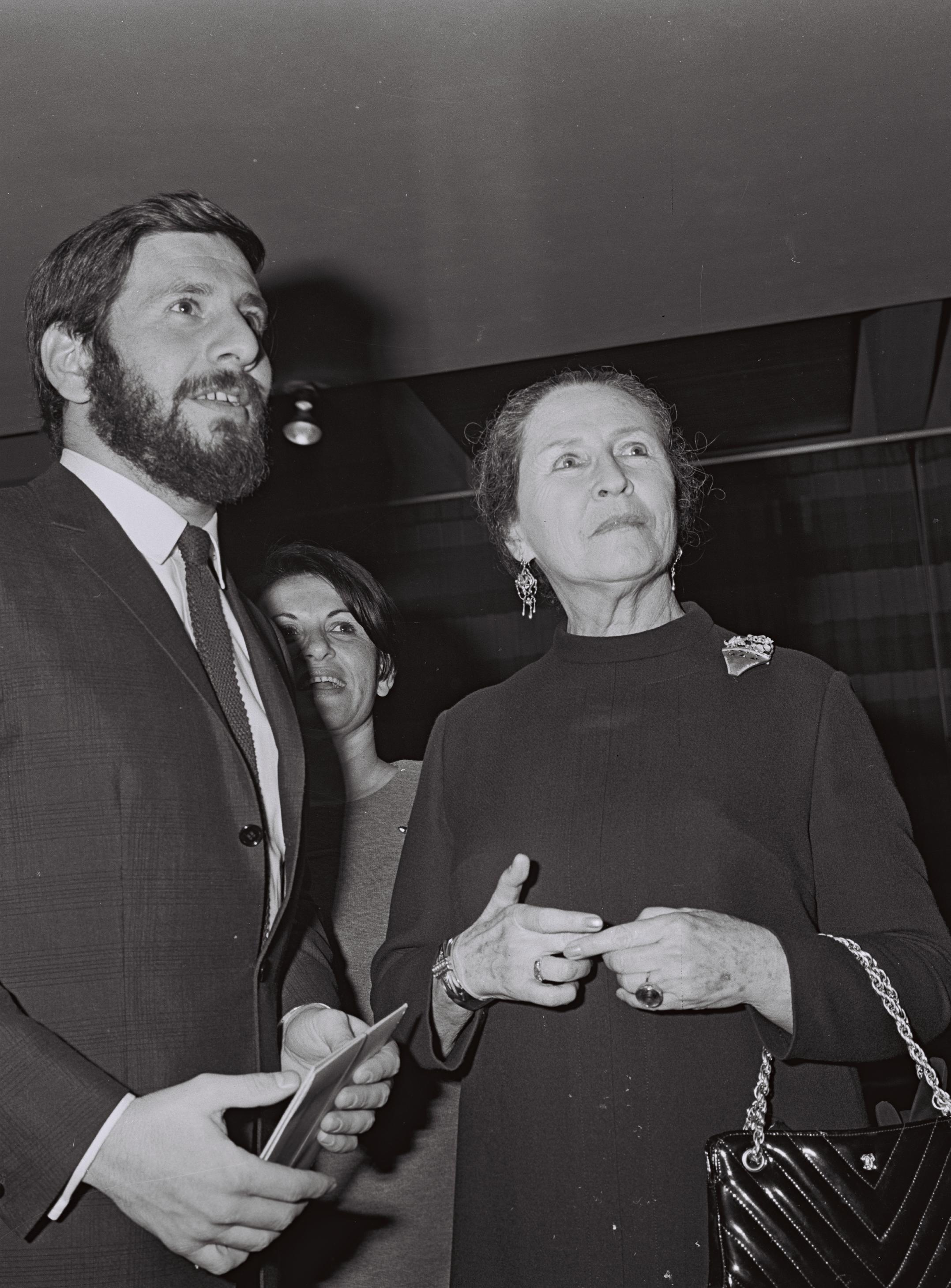
Chaim Topol spielte Tewje in dem oscarprämierten Film Anatevka (rechts Hanna Rovina)

Scholem Alejchem selbst verarbeitete den Stoff zu einem Theaterstück, noch bevor alle Teile der Erzählung erschienen waren. Das Stück, in dem der Konflikt zwischen Tewje und Chava im Mittelpunkt steht, wurde 1905 in Warschau uraufgeführt.
Das New Yorker Yiddish Art Theatre führte 1924 eine Bearbeitung des Stoffs durch Maximilian Hurwitz bei seinem Gastspiel im Carltheater in Wien in Jiddisch auf. Regie führte Maurice Schwartz, der auch den Tewje spielte.
Das Buch wurde viele Male verfilmt, darunter die US-amerikanischen, jiddischsprachigen Produktionen Broken Barriers von 1919 und Tevya von 1939 sowie die deutsch-israelische Produktion Tevje und seine sieben Töchter von 1967.
Das Buch diente Jerry Bock als Vorlage für das Musical Anatevka (Originaltitel: The Fiddler On The Roof). Das Libretto orientierte sich am Text des Werkes. In Anatevka werden jedoch Tewjes Leben und die Schicksalsschläge romantisch verklärt dargestellt. Die humoristischen Pointen stehen im Vordergrund. Der politische und sozialkritische Aspekt wird zu Gunsten von Folklore und Klischees über das Schtetl ausgeblendet. 1971 verfilmte Norman Jewison das Musical, was die Figur des Tewje einem Millionenpublikum bekannt machte.
Der österreichische Autor Joseph Roth stand so sehr unter dem Eindruck des Werkes, dass es ihn zum Schreiben seines Romans Hiob, der sehr viele Anleihen bei Tewje hat, inspirierte.

### Ausgaben
Seit der ersten Veröffentlichung in Deutsch gab es immer wieder Neuauflagen, daher ist die Aufzählung hier nur exemplarisch. Hervorzuheben ist auch die Ausgabe von 1960 auf Grund des Nachwortes verfasst von Brod.
- Die Geschichten Tewjes des Milchhändlers. Aus dem Jiddischen übertragen von Alexander Eliasberg. B. Harz, Berlin/ Wien 1922. (deutsche Erstausgabe)
- Neuausgabe mit einem Nachwort von Max Brod: Insel Verlag, Wiesbaden 1960.
- Tewje, der Milchmann. Aus dem Jiddischen übersetzt und mit einem Nachwort von Armin Eidherr. Manesse, Zürich 2002, ISBN 3-7175-2006-7.

### Sekundärliteratur
Durch die Popularität des Stoffs für das Musical findet sich eine breite Zahl von Texten in englischer Sprache, die sich mit dem Ausgangswerk Alejchems befassen. Auch diese Auswahl ist exemplarisch zu verstehen.
- Otto F. Best: Scholem Alejchem Tevje der milchiker. In: Kindlers Literatur Lexikon. J.B. Metzler, Onlineausgabe, Eintrag zuletzt 2016 überarbeitet.
- Jan Schwarz: Speaking Tevye der milkhiker in Translation: Performance, Humour, and World Literature. In: Gennady Estraikh u. a. (Hrsg.): Translating Sholem Aleichem: History, Politics, and Art. Legenda, London 2012, S. 199–214.
- Joseph Sherman: Holding Fast to Integrity: Shalom Rabinovich, Sholem Aleichem and Tevye the Dairyman. In: Judaism: A Quarterly Journal of Jewish Life and Thought. 43, Nr. 1, 1994, S. 6–18.
- Alisa Solomon: Wonder of Wonders: A Cultural History of ‚Fiddler on the Roof‘. Metropolitan Books, New York 2013, ISBN 978-0-8050-9529-6.
- Howard Stern: Shprintze, or Metathesis: On the Rhetoric of the Fathers in Sholem Aleichem’s Tevye the Dairyman. In: Gerhard Richter (Hrsg.): Literary Paternity, Literary Friendship. University of North Carolina Press, Chapel Hill 2002, S. 337–344.
- Michael Stern: Tevye’s Art of Quotation. In: Prooftexts: A Journal of Jewish Literary History. 6, 1986, S. 1, S. 79–96.